# Гликолевая нуклеиновая кислота
Гликолевая нуклеиновая кислота (GNA), иногда также называемая глицериновой нуклеиновой кислотой, представляет собой нуклеиновую кислоту, подобную ДНК или РНК, но отличающуюся составом её сахарно-фосфодиэфирной основы с использованием пропиленгликоля вместо рибозы или дезоксирибозы. GNA химически стабильна, но, как известно, не встречается в природе. Однако из-за своей простоты она могла сыграть роль в эволюции жизни.
Аналоги 2,3-дигидроксипропилнуклеозидов были впервые получены Ueda et al. (1971). Вскоре после этого было показано, что связанные фосфатом олигомеры аналогов действительно проявляют гипохромность в присутствии РНК и ДНК в растворе (Seita et al., 1972). Получение полимеров позже было описано Cook et al. (1995, 1999) и Acevedo и Andrews (1996). Однако о способности самоспаривания GNA-GNA впервые сообщили Zhang и Meggers в 2005 году. О кристаллических структурах дуплексов GNA впоследствии сообщили Essen and Meggers.
ДНК и РНК имеют основу из сахаров дезоксирибозы и рибозы соответственно, тогда как цепь GNA состоит из повторяющихся единиц гликоля, связанных фосфодиэфирными связями. Гликольная единица имеет всего три атома углерода и по-прежнему демонстрирует спаривание оснований Уотсона-Крика. Спаривание оснований Уотсона-Крика гораздо более стабильно в GNA, чем его природные аналоги ДНК и РНК, поскольку для плавления дуплекса GNA требуется высокая температура. Возможно, это самая простая из нуклеиновых кислот, что делает её гипотетическим предшественником РНК.

## Использованная литература
1. ↑  A simple glycol nucleic acid. Journal of the American Chemical Society. 127 (12): 4174–5. March 2005. doi:10.1021/ja042564z. PMID 15783191. Архивировано 26 сентября 2022. Дата обращения: 26 сентября 2022.
2. ↑  A simple glycol nucleic acid. Journal of the American Chemical Society. 127 (12): 4174–5. March 2005. doi:10.1021/ja042564z. PMID 15783191. Архивировано 26 сентября 2022. Дата обращения: 26 сентября 2022.Zhang L, Peritz A, Meggers E (March 2005). «A simple glycol nucleic acid» Архивная копия от 26 сентября 2022 на Wayback Machine. Journal of the American Chemical Society. 127 (12): 4174-5. doi:10.1021/ja042564z. PMID 15783191.
3. ↑  Schlegel MK, Essen LO, Meggers E (July 2008). Duplex structure of a minimal nucleic acid. Journal of the American Chemical Society. 130 (26): 8158–9. doi:10.1021/ja802788g. PMC 2816004. PMID 18529005.
4. ↑  Schlegel MK, Essen LO, Meggers E (February 2010). Atomic resolution duplex structure of the simplified nucleic acid GNA. Chemical Communications. 46 (7): 1094–6. doi:10.1039/B916851F. PMID 20126724. Архивировано 3 декабря 2023. Дата обращения: 26 сентября 2022.

## Дальнейшее чтение
- Zhang L, Peritz A, Meggers E (March 2005). A simple glycol nucleic acid. Journal of the American Chemical Society. 127 (12): 4174–5. doi:10.1021/ar900292q. PMID 15783191.
- Seita T, Yamauchi K, Kinoshita M, Imoto M (April 1972). Condensation polymerization of nucleotide analogues. Die Makromolekulare Chemie: Macromolecular Chemistry and Physics. 154 (1): 255–61. doi:10.1002/macp.1972.021540123.
- Ueda N, Kawabata T, Takemoto K (October 1971). Synthesis of N‐(2, 3‐dihydroxypropyl) derivatives of nucleic bases. Journal of Heterocyclic Chemistry. 8 (5): 827–9. doi:10.1002/jhet.5570080527.
- Acevedo OL, Andrews RS (June 1996). Synthesis of propane-2, 3-diol combinatorial monomers. Tetrahedron Letters. 37 (23): 3931–4. doi:10.1016/0040-4039(96)00745-9.
- Cook PD, Acevedo OL, Davis PW, Ecker DJ, Hebert N, "Synthesis of acyclic oligonucleotides as antiviral and antiinflammatory agents and inhibitors of phospholipase A2.", WO 9518820, published 13 July 1995
- Cook PD, Acevedo OL, Davis PW, Ecker DJ, Hebert N, "Preparation of ethylene glycol phosphate linked oligodeoxyribonucleotides as phospholipase A2 inhibitors.", US 5886177, issued 23 March 1999